# Hexathele para
Hexathele para är en spindelart som beskrevs av Forster 1968. Hexathele para ingår i släktet Hexathele och familjen Hexathelidae. Inga underarter finns listade i Catalogue of Life.